# 李天命的思考藝術
《李天命的思考藝術》是由戎子由、梁沛霖合編，集結香港分析哲學家李天命的理論及與他人辯論內容的書籍，是李天命最暢銷的一部著作，初版於1991年出版。由於此書最初並非由李天命命名，令他要提起此書名時，有時會以「某某某的思考藝術」稱之。

## 歷史
- 1991年1月推出初版。
- 1996年，三联出版社在中國內地出版了這本書，但得不到很大反應[1]。
- 1998年7月推出終定本，已是第27版[來源請求]。李天命為求完美，令終定本延遲了近兩年出版，出版社為尊重作者而讓本書長期「空倉」，蒙受損失[2]。
- 2008年此書與其他多部李天命著作的中國內地版權被中国人民大学出版社買下並出版。[3]
- 2009年7月推出最終定本，已是第60版。

## 內容簡介
主要內容包括「思考與心魔」、「思辯與宗教」、「從血路之旅到天國之旅」等等，並附上香港學園傳道會的「神不存在?!」、梁燕城的「評李天命的〈思辯與宗教〉」等等。其中「神不存在?!」就是李天命與韓那的辯論，而「評李天命的〈思辯與宗教〉」與「從血路之旅到天國之旅」就是李天命與梁燕城的筆戰，但所謂的「筆戰」，時間相隔3年。

### 思考與心魔
- 第一類語害：語意曖昧
- 第二類語害：言辭空廢
- 第三類語害：概念滑轉
- 總結：論封閉系統

### 與韓那辯論
1987年9月30日，香港學園傳道會在香港中文大學校園舉行。該次辯論主題為「相信神的存在是更合理嗎？」由正方的加拿大學園傳道會巡迴演講員韓那（Michael Horner）對反方的香港中文大學哲學講師李天命。該次辯論由800名觀眾評分，李天命以380人的票數獲勝（認為韓那勝出的有190人）。
辯論賽後有不少作家及基督徒撰文討論該次賽事，李天命曾回應一部分此類文章。有人認為李天命沒有在辯論中否定神的存在是不恰當及失敗，但李氏認為反方的目標在於推翻正方的論據，即證明「相信神並非更合理」，而非證明「相信神不存在更合理」。詳細論述請參考《李天命的思考藝術》一書。

### 與梁燕城筆戰
李天命曾在《明報月刊》撰文（《思辯與宗教》第Ⅱ部份）批評梁燕城《哲客俠情》一書，並用以作為其思考方法的反面教材，結果引起梁燕城反擊，在明報月刊（一九八八年八月號）發表《評李天命的〈思辯與宗教〉》（下稱《評》文）回應李天命的批評並加以人身攻擊及謾罵（如指李天命所教為「學術欺詐」、其著作為「垃圾文章」等）。據伍振英所知，不少評論認為該場筆戰是李天命獲勝。。
同年十月（在明報月刊十月號），梁燕城再發表《向李天命道歉》一文為《評》文中過於尖酸的言論道歉；並稱有讀者來信說其文章「足以叫對方啞口無言」，「能傷害對方的心」。但岑逸飛認為那是梁燕城「不光明正大的反擊」，並指出這種道歉只是企圖「平反敗局」。沈智和更指梁燕城的道歉聲明毫無誠意，只是一種虛偽的道歉，而且出自一個基督徒之口，實在無法不令人覺得遺憾。事隔三年，當明報出版社要出版《李天命的思考藝術》，李天命從因《思辯與宗教》而觸發眾多迴響文章中挑選《評》文加以批判，其用意是構造反詭辯系統。詳細論述可參考《李天命的思考藝術》一書。

## 迴響
此書與李天命的《從思考到思考之上》、《語理分析的思考方法》等均是香港高等院校的「思考方法」課程常用的指定教科書或參考書。。它得到了《澳門日報》的評論者推薦，認為其有助人掌握智慧。《新Monday》的葉翹匡認為這本書寫得很好，能夠「一針見血地指出思考方法對人的重要性」。《中央日報》的評論認為這本書能讓人學會邏輯思維，但內容仍可能有缺失，如當中「宗教式的愛情觀」，即愛情是行為的最高原則這一點——該評論認為人生很多事難以跟愛情劃上關係。張少鵬在《訊報》上形容著作中所刻畫的宗教辯論讓人「彷彿回歸到文藝復興、宗教改革之間的轉型時期」。
此書的再版次數及累計銷量在香港市場獲得鮮有的佳績。它在1991年出版後連續4年成為明報出版社最高銷量的書籍，之後到2007年總印刷量已過10萬份。此書出版前李天命的名氣只限於香港學術界，此書讓他在普羅大眾間的知名度顯著提高。《明報》的編輯以這本著作的銷量為由，認定李天命是他們「非常重要的作者」。《新京報》的評論人木木分析指，這本書會流行的原因主要有兩點，一是李天命在著作中採用了「個體主義」的方法，二是書籍本身寫得相對顯淺。
書中所紀錄的李天命與基督教傳道人的辯論，在1990年代至2000年代初成為香港基督教批判者常引用的觀點。

## 軼聞
女歌手王菲曾被娛樂記者報道在飛機上閱讀此書，惹來關注，據作家李純恩透露，他得知此事後引薦了王菲與李天命見面。